# 褐頭牛鸝
褐頭牛鸝（學名：Molothrus ater）是牛鸝屬下的一種小型鳥類，分佈于北美洲的溫帶和亞熱帶地區。南方的褐頭牛鸝一般並不遷徙，而北方的褐頭牛鸝則會飛到南方過冬，三月至四月間返回北方。
和該屬的其它生物一樣，褐頭牛鸝有巢寄生的習性。它們會把卵產在其它鳥类的巢穴里等待孵化，還會定期檢查，一旦發現自己的卵遭到遺棄，就可能攻击寄主。

## 命名
褐頭牛鸝由荷蘭博物學家皮耶特·博塔埃特於1783年命名，當時學名為Oriolus ater。後來夏爾·呂西安·波拿巴在1824年又給出了學名Icterus pecoris，1831年威廉·斯溫森則給出Molothrus pecoris，此外還有1832年托馬斯·納托爾給出的Fringilla ambigua。1870年才由喬治·羅伯特·格雷提出了現在使用的學名Molothrus ater。
褐頭牛鸝共有三個亞種：
- Molothrus ater artemisiae (Grinnell, 1909) ：生活於北美大平原和大盆地
- Molothrus ater ater (Boddaert, 1783) ：生活在北美东部。其范围向西延伸到明尼苏达州、安大略省、堪萨斯州、亚利桑那州和得克萨斯州。
- Molothrus ater obscurus (Gmelin, 1789) ：包括墨西哥在內的北美西部

## 描述

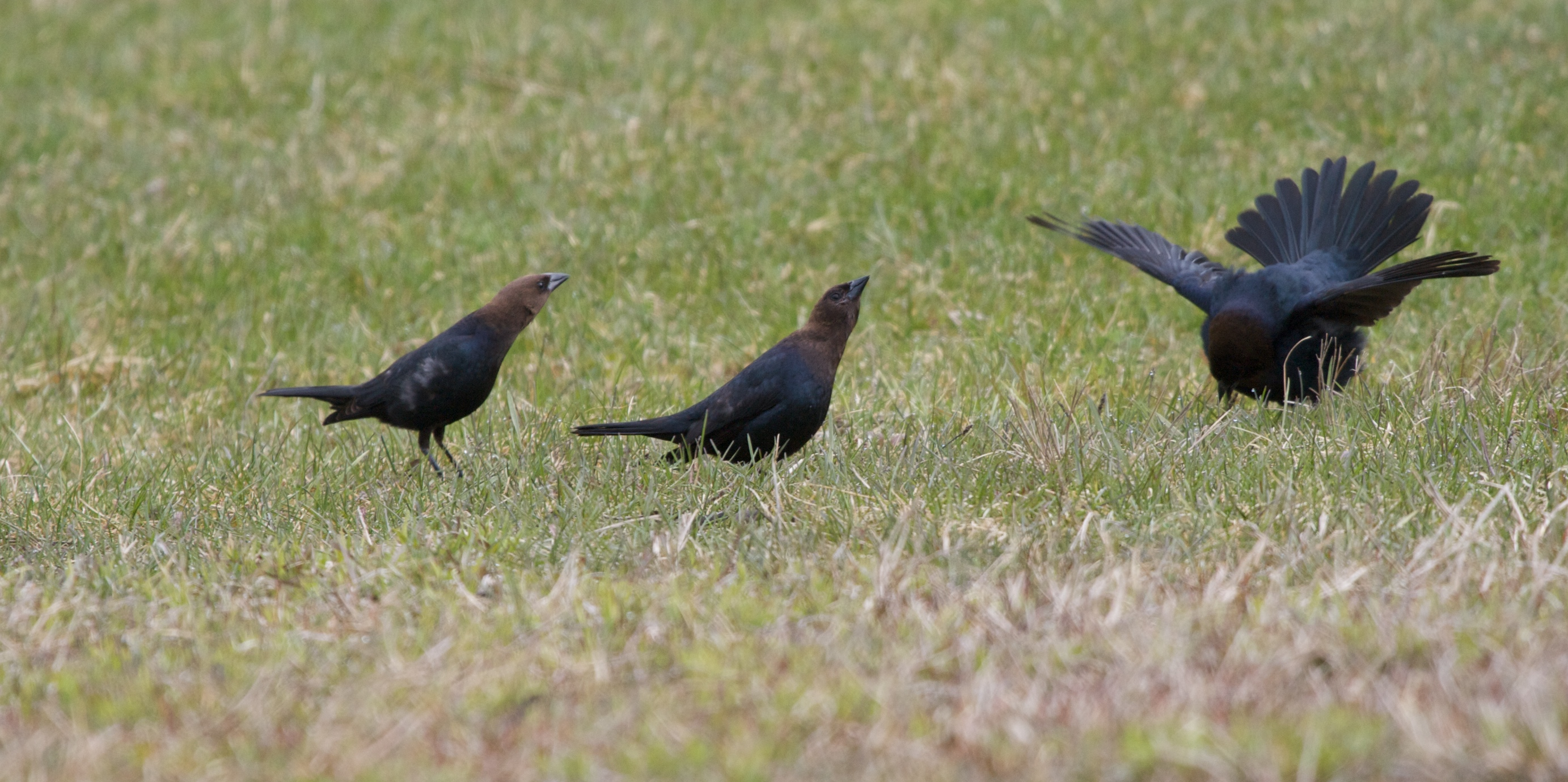
三隻成年雄性，其中一隻正張開翅膀、豎起尾羽、身體前傾唱歌

褐頭牛鸝是典型的牛鸝屬鳥類，但其頭部和喙更像燕雀，也比其他的同屬生物較小。成年雄性背部羽毛有閃亮的黑色光澤，頭部則是褐色的，因此而得名。成年雌性則比雄性更小、羽毛也沒那麼鮮艷，通體呈黯淡的灰色，只有喉部是白色的，其腹部有明顯的條紋。褐頭牛鸝體長在16—22（6.3—8.7英寸）之間，翼展平均為36（14英寸）。 體重在30—60克（1.1—2.1盎司）之間，其中雌性平均重38.8克（1.37盎司），雄性則達49克（1.7盎司）。

## 棲息地

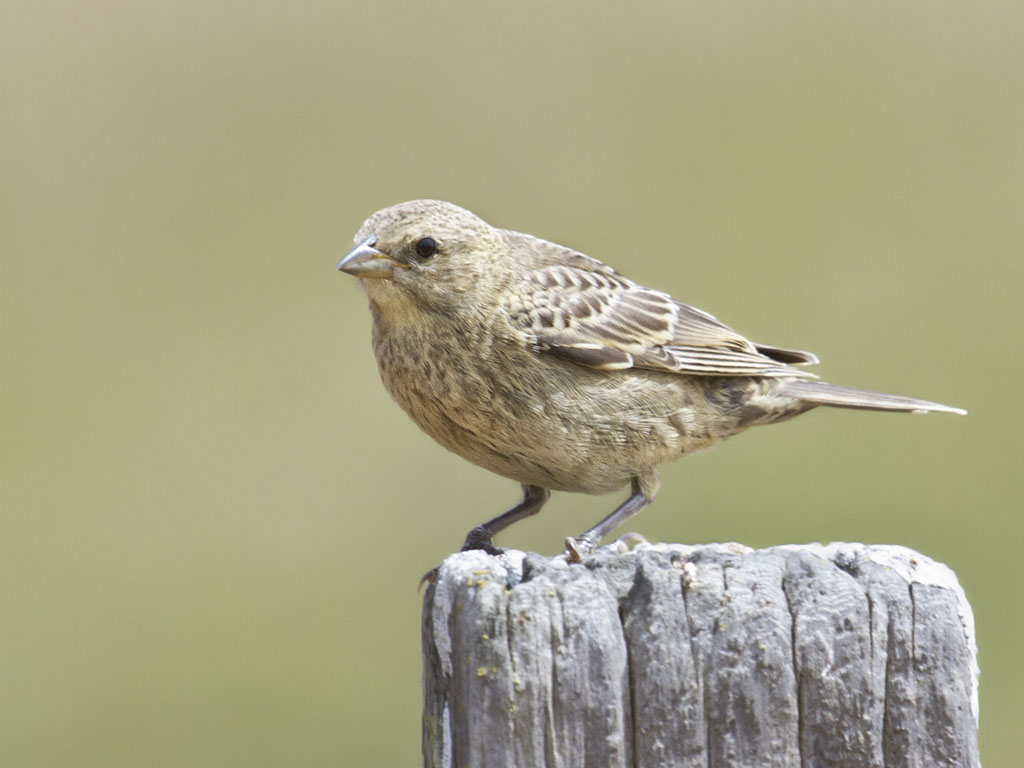
一隻生活在加利福尼亞州的幼鳥

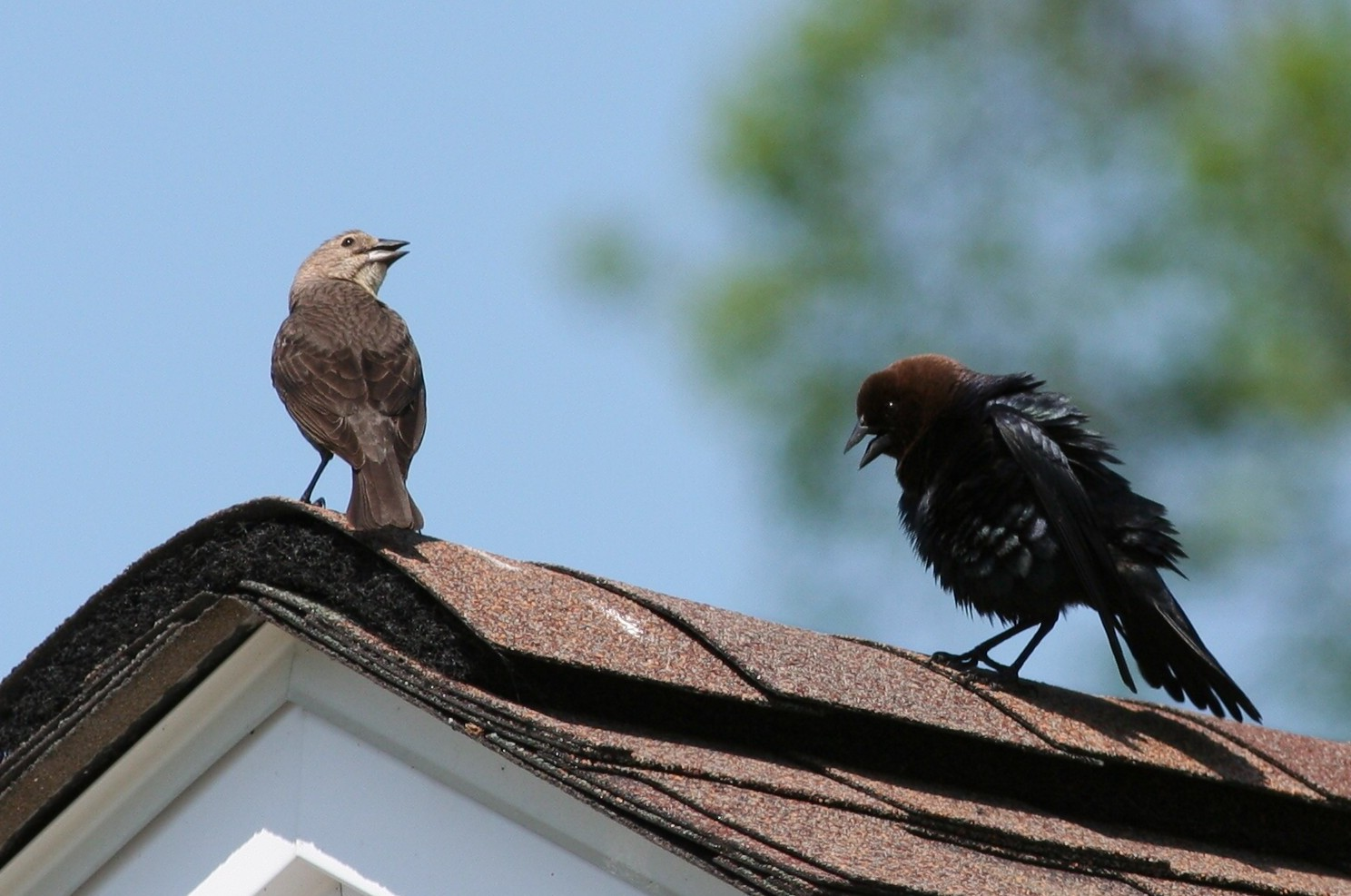
羽毛鮮艷的雄性在向雌性求偶

它們一般出現在開闊或半開闊的鄉村地區，通常集群飛翔。褐頭牛鸝群中有時會混入紅翅黑鸝（常見於春季）和食米鳥（常見於秋季），此外普通擬八哥和紫翅椋鳥也可能會出現在褐頭牛鸝群中。 它們在地表覓食，而又常會跟隨牛群或馬群來捕食牛馬身上的蟲子。褐頭牛鸝也以植物的果實為食。

## 習性
成年雄性會互相爭鬥或比賽歌唱來奪取配偶，而找到合適的雌性之後，褐頭牛鸝一般並不會再去尋找更多的配偶。

### 繁殖

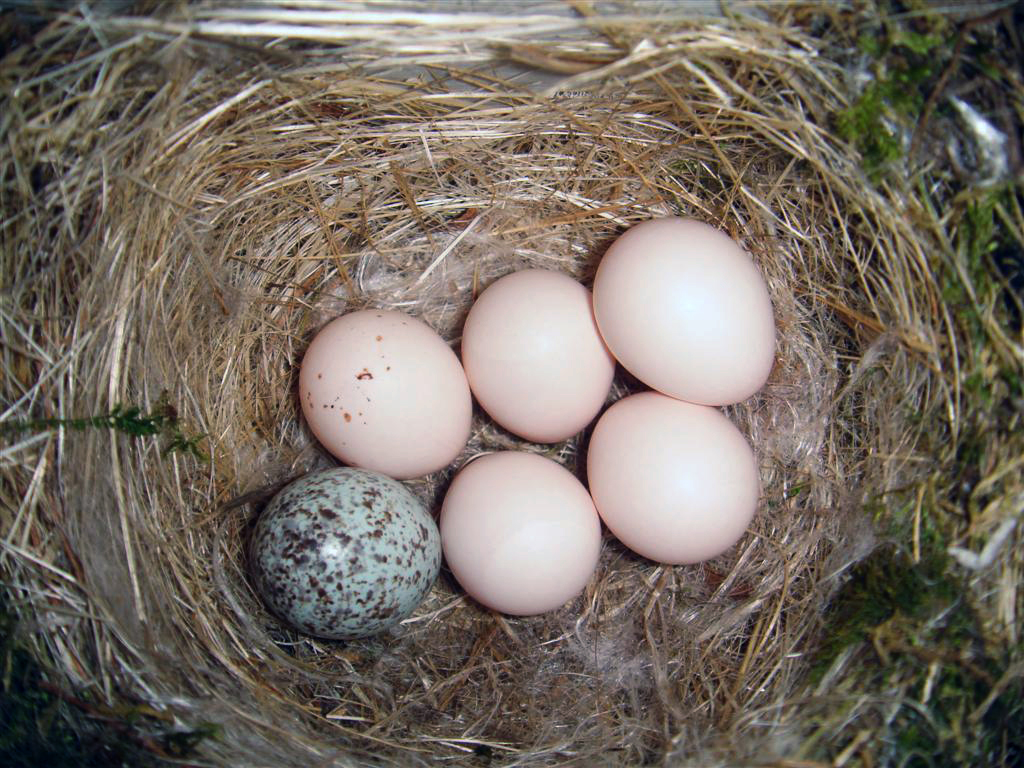
一枚產在东菲比霸鹟巢中的褐頭牛鸝卵

褐頭牛鸝有巢寄生的習性，它們將自己的卵產在其他雀形目鳥類的巢中，而其中又特別偏好杯狀巢。有記載的褐頭牛鸝寄生物種已經達到220種，一些褐頭牛鸝甚至把卵產在蜂鳥和猛禽的巢穴中。它們寄希望於寄生的鳥巢主人會幫它們孵化幼鳥，而已知有超過140種鳥類都會孵化褐頭牛鸝卵。一隻褐頭牛鸝一季可以產下36枚卵。

#### 寄主
部分鳥類如旅鶇並不會理會這些外來者的卵，大約95%的灰嘲鶇會拒絕撫育褐頭牛鸝。而朱雀這樣的一些純素食鳥類也因為無法給幼年褐頭牛鸝提供合適的食物，而只能令它們餓死。
接受褐頭牛鸝的卵對一些鳥類來說有著致命的威脅。以橙尾鸲莺為例，因為褐頭牛鸝的幼鳥叫聲過大，飼育有褐頭牛鸝的橙尾鸲莺巢有更大的被捕食者發現的危險。但同時也有另一種可能性，也就是說：因為它們的巢如此容易地就被褐頭牛鸝產了卵，其防禦性必定也不高。
北美歌雀的幼鳥會改變自己的發聲頻率來契合巢中寄生的褐頭牛鸝，而這兩種幼鳥也會得公平的哺育。

#### 寄生者
褐頭牛鸝並不是產下卵之後就一飛了之，它們會定期返回產下卵的巢穴去檢查狀況。如果發現自己的卵被遺棄，有可能就會對這個鳥巢發起攻擊。依照佛羅里達自然歷史博物館的研究，褐頭牛鸝攻擊棄其卵者巢穴的可能性達56%，它們甚至會直接摧毀寄主巢穴，迫使它們重新建巢，而有85%的褐頭牛鸝在此之後又會將卵產入其中。

## 外部連結
- 互聯網鳥類收藏上有关Brown-headed cowbird的錄像、照片和音頻
- Brown-headed cowbird Information at Animal Diversity Web（页面存档备份，存于）
- Brown-headed cowbird - Molothrus ater（页面存档备份，存于） - USGS Patuxent Bird Identification InfoCenter
- 褐头牛鹂求偶仪式: 叫声和展翅（页面存档备份，存于）